# Lufthansa Cargo
Lufthansa Cargo AG è una compagnia aerea cargo tedesca e una sussidiaria interamente controllata di Lufthansa Group. Opera in tutto il mondo nel trasporto aereo di merci e servizi logistici e ha sede presso l'aeroporto di Francoforte sul Meno, l'hub principale di Lufthansa. Oltre a gestire aerei cargo dedicati, la compagnia ha anche accesso alle capacità di carico di 350 aerei passeggeri di Lufthansa.

## Storia
Lufthansa gestiva una filiale cargo, chiamata German Cargo, tra il 1977 e il 1993 (prima ancora, le operazioni cargo venivano eseguite internamente, sotto il nome Lufthansa Cargo), quando, nel tentativo di ristrutturare la compagnia, la divisione cargo fu reintegrata nella sua società madre e suddivisa in due parti (una per le operazioni di linea con aeromobili di proprietà di Lufthansa e una per i servizi di trasporto e logistica con aeromobili noleggiati).
Lufthansa Cargo è stata creata come società per azioni il 30 novembre 2004, insieme a Lufthansa Cargo Charter. Lufthansa Cargo utilizza LH (lo stesso codice IATA di Lufthansa) e GEC (l'ex codice ICAO di German Cargo) come codici. È unica rispetto ai suoi principali concorrenti europei come British Airways e Air France in quanto l'attività cargo è organizzata in un'entità aerea completamente diversa. Per alcuni anni, Lufthansa Cargo (comprese le merci trasportate nelle stive degli aerei passeggeri Lufthansa di linea principale) è stata la principale compagnia aerea cargo in termini di tonnellate-chilometro di merci internazionali trasportate, ma da allora è stata superata da Cathay Pacific e Korean Air Cargo.

## Operazioni e sussidiarie

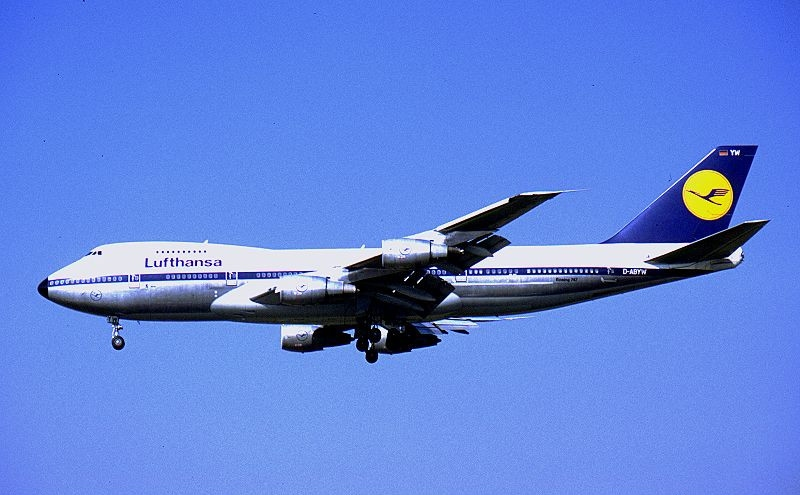
Uno dei Boeing 747-200 di Lufthansa Cargo.

A partire dal 2011, tutti gli aeromobili Lufthansa Cargo hanno base all'aeroporto di Francoforte, il settimo hub merci più trafficato del mondo, dove la compagnia aerea gode di una forte collaborazione con Fraport, il gestore dell'aeroporto. Le strutture cargo in aeroporto sono divise in due località (Cargo City North e South), di cui la prima è quasi esclusivamente utilizzata da Lufthansa Cargo.
Nei primi anni, Lufthansa Cargo aveva una base secondaria all'aeroporto di Lipsia-Halle, l'hub europeo di DHL Express, da dove operava voli per conto di DHL. Le attività in questo aeroporto si sono gradualmente concluse in seguito alla costituzione di AeroLogic come joint venture tra Lufthansa e DHL, che d'ora in poi si occupa dei voli DHL, consentendo a Lufthansa Cargo di concentrarsi su altri servizi.
Nel 1996, Hinduja Cargo Services è stata fondata come joint venture tra il gruppo Hinduja e Lufthansa Cargo. La compagnia gestiva una flotta di Boeing 727 cargo, che volavano dagli aeroporti del subcontinente indiano per alimentare l'hub di Lufthansa Cargo all'aeroporto di Sharja. Le operazioni sono state sospese nel 2000 a favore dei servizi diretti da Francoforte utilizzando aeromobili della Lufthansa Cargo.
Nel 2000, Lufthansa Cargo era un membro fondatore della WOW Alliance, un'alleanza globale di compagnie aeree cargo, ma ha lasciato nel 2007 poiché non vedeva alcun vantaggio per il futuro.
Lufthansa Cargo gestiva un hub per i voli intra-asiatici all'aeroporto Internazionale di Astana in Kazakistan, ma è stata costretta a trasferirlo all'aeroporto di Yemelyanovo in Russia nel 2007, perché altrimenti alla compagnia aerea sarebbe stato vietato entrare nello spazio aereo russo, in quanto descritto come atto di ricatto economico da parte delle autorità russe.
Nel 2008, Jade Cargo International è stata fondata come joint venture tra Shenzhen Airlines, Lufthansa Cargo e German Investment Corporation, un'entità governativa tedesca. Jade ha concluso le operazioni nel 2011.
Nel maggio 2011, Lufthansa Cargo ha aperto un altro hub presso l'aeroporto internazionale Rajiv Gandhi di Hyderabad, per il trasporto di merci sensibili alla temperatura, in particolare prodotti farmaceutici, tra il sud-est asiatico e l'Europa (e poi negli Stati Uniti).

## Destinazioni
Lufthansa Cargo opera verso decine di destinazioni in paesi:
- Africa:
  - Kenya
  - Senegal
  - Sudafrica
- America del Nord:
  - Canada
  - Messico
  - Porto Rico
  - Stati Uniti
- America del Sud:
  - Argentina
  - Brasile
  - Colombia
  - Ecuador
  - Guatemala
  - Uruguay
- Asia:
  - Arabia Saudita
  - Bahrain
  - Cina
  - Corea del Sud
  - Emirati Arabi Uniti
  - Filippine
  - Giappone
  - Hong Kong
  - India
  - Indonesia
  - Iran
  - Israele
  - Kazakistan
  - Thailandia
  - Turkmenistan
- Europa:
  - Germania
  - Grecia
  - Norvegia
  - Paesi Bassi
  - Regno Unito
  - Russia

## Flotta

### Flotta attuale

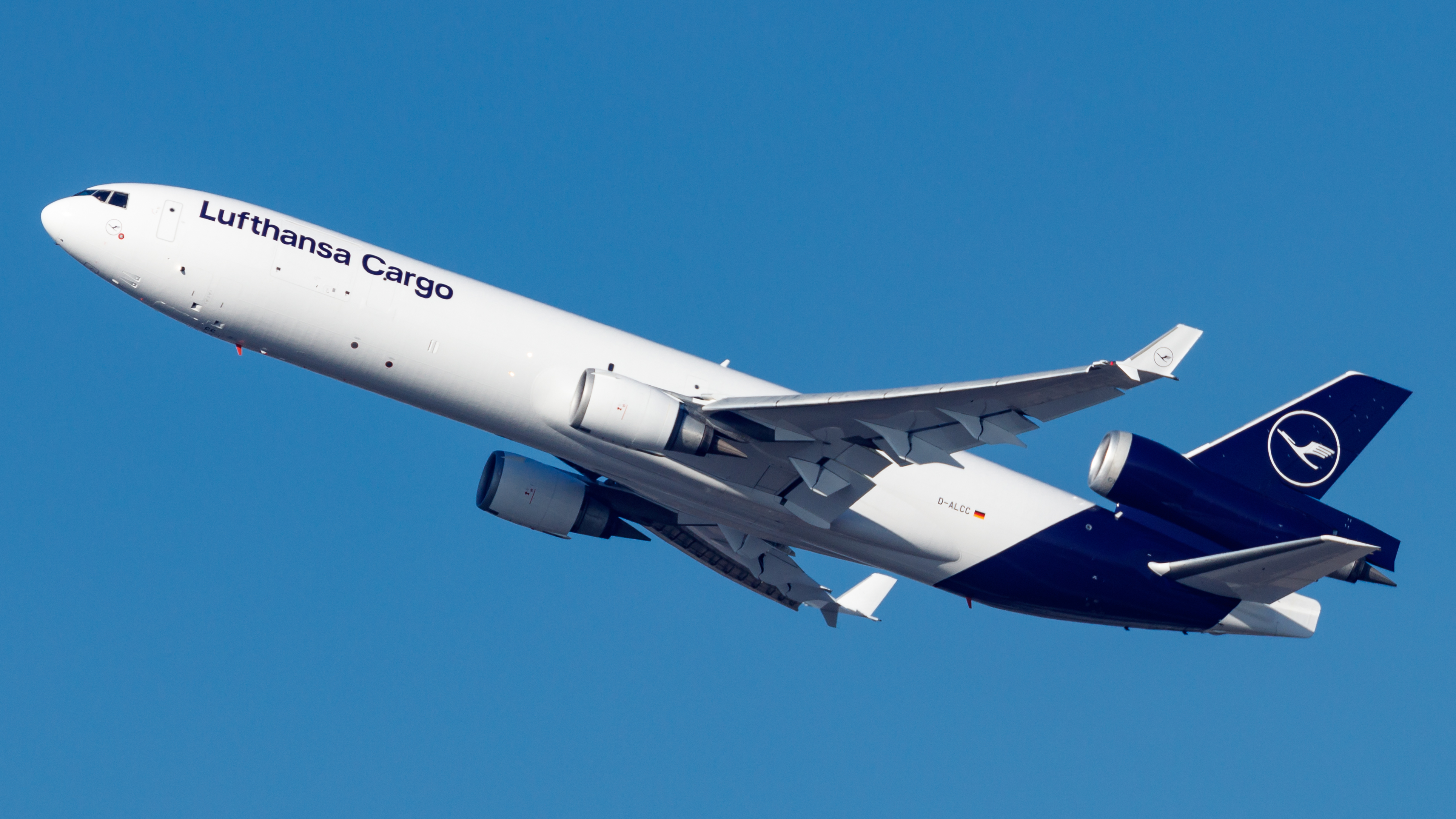
D-ALCC, l'ultimo MD-11F di Lufthansa Cargo, ritirato nell'ottobre del 2021.

Ad aprile 2025 la flotta di Lufthansa Cargo è così composta:
Con la consegna del primo Boeing 777F, Lufthansa Cargo ha iniziato a denominare i propri aeromobili in uno schema che si riferisce ai saluti tipici dei paesi che servono. Il primo 777F è stato chiamato "Good day, USA", mentre un MD-11F è stato chiamato "Buenos días, México", per esempio.

### Flotta storica

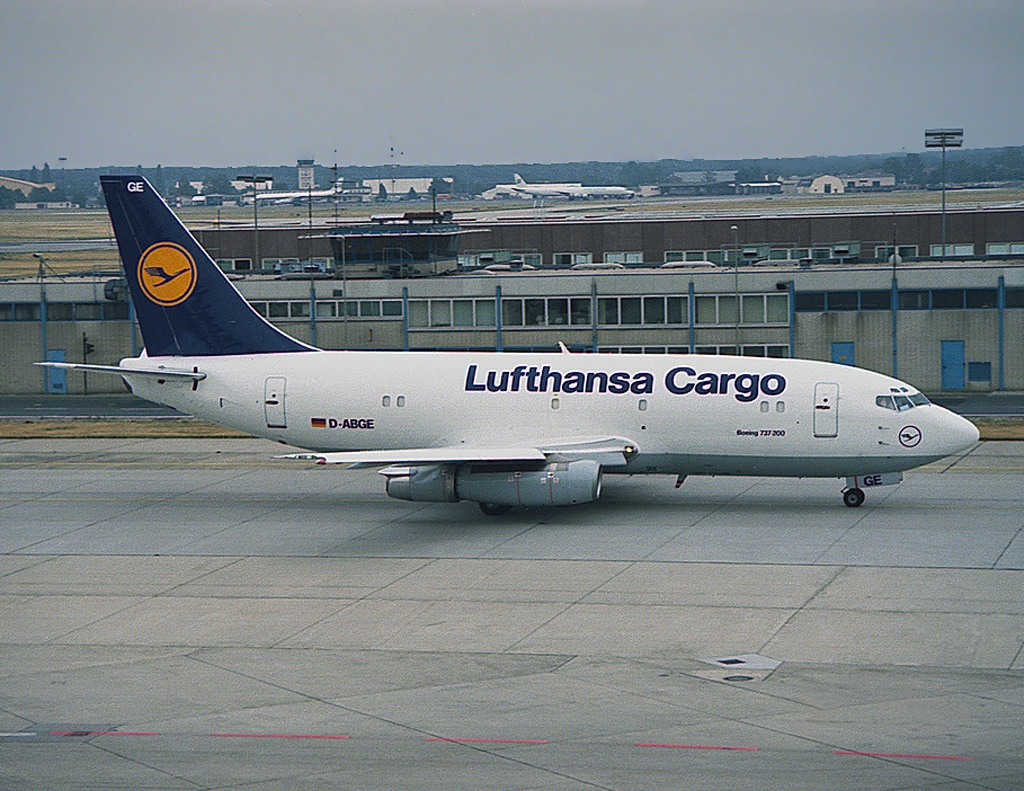
Un Boeing 737-200F di Lufthansa Cargo, visto nel 1994.

La flotta iniziale di Lufthansa Cargo, precedentemente appartenuta a German Cargo, è stata ampliata da alcuni Boeing 747-200F, ex aerei passeggeri di Lufthansa, convertiti per il trasporto di merci. Dal 1998, la compagnia aerea ha iniziato a eliminare gradualmente tutti gli altri tipi di aeromobili a favore di una flotta interamente composta da McDonnell Douglas MD-11 (che Lufthansa ha ricevuto come versione cargo nel 2001 dopo la fine della produzione dell'MD-11) e dal suo successore, il Boeing 777 cargo. Nel marzo 2011, è stato annunciato un ordine di cinque Boeing 777F, lo stesso tipo di aeromobile che era stato precedentemente scelto per AeroLogic. Quasi l'intera flotta Lufthansa Cargo oggi è composta da aerei cargo costruiti appositamente. Lufthansa Cargo aveva pianificato di ritirare i suoi MD-11 rimanenti entro dicembre 2020, ma il ritiro è stato ritardato a causa della maggiore domanda di merci causata dalla pandemia di COVID-19.
Nel corso degli anni sono stati utilizzati i seguenti tipi di aeromobili:

## Incidenti
- Il 7 novembre 2004, un Boeing 747-200F di proprietà ed operato dalla Air Atlanta Icelandic per conto della Lufthansa Cargo, oltrepassò la pista durante il decollo dall'aeroporto Internazionale di Sharja, negli Emirati Arabi Uniti, dopo che i piloti decisero di abortire il decollo avendo udito forti scoppi provenienti dalla parte destra dell'aereo. Il 747 venne demolito a causa dei danni riportati; nessuno rimase ferito.[13]
- Il 27 luglio 2010, il volo Lufthansa Cargo 8460, un McDonnell Douglas MD-11F di marche D-ALCQ, si schiantò durante l'atterraggio all'aeroporto Internazionale di Riad-Re Khalid, Arabia Saudita. I piloti ne persero il controllo durante il flare: l'aereo rimbalzò violentemente sulla pista due volte e le linee del carburante si ruppero, causando un incendio. Nessuno dei due piloti perse la vita.[14]